# Краснознаменськ (футбольний клуб)
«Краснознаменськ» (рос. Футбольный клуб «Краснознаменск») — російський футбольний клуб з однойменного міста. Виступає в Чемпіонаті Московської області. Заснований в 1992 році. Під різними назвами представляв 1992, 1994 — Московський, в 1993-1994 — Москву, 1995-1997 — Селятино.
Домашній стадіон «ДЮСШ», «Зоря», відкритий у 2003 році. Він є найбільшим футбольним стадіоном у Третьому дивізіоні зони «Московська область», Чемпіонаті Московської області та вміщує 4 тис. уболівальників
Головний тренер команди — Дмитро Розвадовський, призначений на цю посаду в 2018 році.

## Хронологія назв
- 1992—1994 — «Інтеррос».
- 1994 — «Техінвест-М».
- 1995 — «Московський-Селятино».
- 1996—1997 — МНС-«Селятино».
- 1998 — «Краснознаменськ-Селятино».
- 1999—2002 — «Краснознаменськ».
- 2013—2018 — ДЮСШ.
- З 2019 — «Краснознаменськ».

## Історія

### 1991-1992. Дебют в чемпіонаті та два сходження до першої ліги
Сезон 1991. ФК «Краснознаменск» заснований 1992 року. Кістяк команди складали переважно колишні гравці ФК «Московський» з однойменного міста, на тойч час — радгосп Московський Московської області. Стартував «Московський» у першості РРФСР серед команд КФК (6 зона, група 2) у 1991 році. Перший матч був зіграний проти «Металіста» з Рибінська. Зустріч завершилася з рахунком 0:0. У цій першості «Московський» посів друге місце, поступившись лише «Титану» (Реутов), і за підсумками сезону (а був ще турнір «Футбол Росії», який проходив у Калузі й Обнінську за участю 11 команд і команда радгоспу «Московський» здобула в ньому перемогу — 7 матчів, 5 перемог, 2 нічиї) та вийшов у другу лігу. Після цього сформовали жіночий футбольний клуб «Інтеррос», який 1992 року оформив «золотий дубль». Напередодні старту першості команду перейменували в «Інтеррос».
Сезон 1992. У сезоні 1992 року команда дебютувала у Другій лізі та в Кубку Росії, (в 1/256 програла 0:2 «Торгмашу» з Люберець). Стартовий матч на професіональному рівні краснознаменці провели проти дубля «Локомотива» (2:1). Другий матч з московським ТРАСКО «Інтеррос» програв з рахунком 0:1, а потім були одна поразка і чотири перемоги поспіль із загальним підсумком 13:5. За підсумками сезону «Інтеррос» зайняв 3 місце і за регламентом не повинен був піднятися в першу лігу, але перше місце зайняла дублююча команда «Спартака», яка не мала права переходу в першу лігу. Так, головний тренер Леонід Прибиловський за два роки підняв команду на дві ліги вгору.

### 1993-1994. Перша ліга
Сезон 1993. У 1993 році головним тренером призначили Олександра Ірхіна. Він зважився на зміни, взяв багато молодих гравців, у тому числі й Олексія Снігірьова, який в майбутньому тричі поспіль ставав найкращим бомбардиром команди. У Кубку Росії в 1/128 фіналу «Інтеррос» програв «Асмаралу-Д» 0:1. Сезон 1993 року команда закінчила на 3 місці з 50 очками, виграла 21 матч, 8 зіграла в нічию та 9 разів зазнала поразок, поступившись за очками лише іменитому «Зеніту» з Санкт-Петербурга й ФК «Лада» (Тольятті). Це досягнення на сьогодні залишається найкращим в історії клубу. 10 перемог команда здобула з великим рахунком. По завершенні першої частини першості «Інтеррос» займав 4 місце. Найбільша кількість глядачів було на матчі з командою «Сокіл» Саратов (6000 глядачів). Після закінчення сезону Іріхін залишив команду. Тренувати «Техінвест-М» прийшли Олександр Новіков та Юрій Котов.
Сезон 1994. У 1994 році команда грала в 1/32 фіналу Кубка Росії, але програла «Сатурну» (Раменське) (1:2). Другий сезон у Першій лізі команда провалила, посіла останнє місце, після чого вилетіла в Другу лігу. Команда здобула лише 4 перемоги і відстала від 21 місця на 8 очок. Перший матч клуб зіграв внічию з ярославським «Шинником» (2:2), а потім переміг «Автодор-Олаф» (5:0). Потім була серія з 20 програних матчів. В середині сезону назва команди змінилося на «Техінвест-М». По завершенні сезону знову змінилися тренери.
По завершенні чемпіонату через низку організаційних і фінансових проблем в грі команди намітився спад. Саме з неодноразовою зміною керівництва пов'язано щорічне зміна назви клубу в період з 1994 по 1997 рік.

### 1995-1998. Третя ліга і три сезони Другої ліги
Сезон 1995. По завершенні сезону 1994 року на посаду головного тренера прийшов Леонід Назаренко, а потім команда змінила назву на «Московський-Селятин» і під цією вивіскою розпочала чемпіонат 1995 року в 3-й лізі. Сезон розпочався для «Московського-Селятино» з виїзної поразки від московського «Червоногвардійця» і перемоги над ТРАСКО з рахунком 5:0. За наступні 17 матчів «Московський-Селятино» здобув 12 перемог із загальним рахунком 47:17. Найрезультативнішим матчем у сезоні 1995 року стала перемога над дублюючим складом ЦСКА (8:1). Сезон червоно-сині закінчили шістьма перемогами поспіль, обігравши шість московських команд: «Зміну», «Чертаново», «Красногвардеец», ТРАСКО, «Моноліт» і «Мосенерго». Команда зайняла 4 місце в 3-й зоні 3-й лізі і вийшла в Другу лігу сезону 1996 року.
Сезон 1996.
Сезон 1997. Сезон 1997 року «МНС-Селятино» закінчило на 13 місці у Другій лізі. Найдовша безпрограшна серія в цьому сезоні була з 24 по 28 тур. Найбільшу в сезоні червоно-сині здобули з рахунком 5:1 над «Ангуштом». Найкращим бомбардиром у цьому сезоні став Андрій Бакалець, який відзначився 21 м'ячем. У Кубку Росії крансознаменці дійшли до 1/16 фіналу, обігравши «Луч» (Тула), люберецький «Торгмаш» та Космос (Долгопрудний). У 1/16 фіналу команда зустрілася з московським «Динамо» та гідно билася до останніх хвилин (1:2). Вихід у 1/16 фіналу є найкращим досягненням у Кубку Росії за всю історію «МНС-Селятино». Після сезону 1997 року на посаду головного тренера прийшли Віктор Ноздрін і М. Косюк
| 1/16 фіналу 13.08.2019 | «МНС-Селятино» | 1:2  | «Динамо»                            | «Будівельник»                      |  |
| 15:00 EET (UTC+3)      | Бакалець 26'   | Звіт | Терьохін 15' Ковтун 38' Кульчий 63' | Суддя: Микола Милосердов (Саратов) |  |
|                        |                |      |                                     |                                    |  |

Сезон 1998.

### 1998. «Краснознаменськ-2»
У 1998 року утворена команда «Краснознаменськ-2». У цьому ж році вона заявилася в Першість Росії серед ЛФК під назвою «Краснознаменск» (основна команда того року називалася «Краснознаменск-Селятино»). Сезон 1998 року друга команда «Краснознаменск» закінчила на 7 місці, набравши 39 очок (група «Б», зона «Московська область»). Через виліт основної команди з другого дивізіону «Краснознаменск-2» розформували.

### 1999-2002. ЛФЛ і повернення до другого дивізіону
Сезон 1999. Посівши останнє у Другому дивізіоні червоно-сині заявилися в Першість серед клубів КФК 1999. З 28 поєдинків Краснознаменці програли лише один матч. Різниця м'ячів - 65:12. Головним бомбардиром став Андрій Родін, який забив 13 м'ячів. 10 матчів команда виграла з розгромним рахунком. Після завершення сезону «Краснознаменск-Селятино» у боротьбі з Зіркою з Серпухова посів перше місце. У фінальному турнірі команда посіла 4 місце. Вилетівши з Другого дивізіону Володимир Бондаренко повертає Краснознаменськ до професіоналів.
Сезон 2000.
Сезон 2001. 2001 рік ознаменувався приходом на пост головного тренера команди Ігора Шалімова, відомого виступами за московський «Спартак» та декілька клубів Італії.
Сезон 2002.

### 2002-2013. Період без матчів
У період з 2002 до 2013 року місто Краснознаменск не був представлений на футбольній карті країни. У вище вказані роки активно розвивалася місцева дитячо-юнацька спортивна школа. Саме на базі випускників ДЮСШ 1992-1996 років народження побудували по суті нову команду, яка представляла місто в Першості Росії по футболу серед команд третього дивізіону (зона Московська область, група Б).

### З 2013 року
Сезон 2013. Після 10-річної перерви команда приготувалася до участі в Першості Росії серед футбольних клубів III дивізіону 2013 року. Напередодні старту сезону «червоно-сині» провели 15 товариських матчів. Сезон червоно-синіх розпочався з нічиєї, а потім й перемоги над ФК «Дубна», з рахунком 3:2. До завершення сезону 2013 року «ДЮСШ» посідав останнє місце, але потім були три перемоги поспіль й одна поразка. Червоно-сині закінчили першість на 6-му місці.
Сезон 2014. Напередодні старту сезону 2014 року головний тренер команди Сергій Чигров змінив більшу частину випускників ДЮСШ на гравців сусідніх клубів. Цей сезон став для Краснознам'янська одним з найуспішніших, хоча команда зайняла 9 місце. У кожному переможному матчі команди було забито понад три м'ячі. За весь сезон команда здобула 8 перемог з різницею 27:9, а програла 13 матчів. У Кубку Росії серед ЛФК 2014 червоно-сині програли на першій стадії «Одинцовоміжрайгазу» в додатковий час.
Сезон 2015. Першу перемогу в сезоні 2015 року «червоно-сині» здобули в 4 турі команда з Видного (1:0). За наступні 7 матчів команда здобула лише дві перемоги. Команда обіграла ФК «Лобня» з рахунком 2:0, яка займала друге місце. ФК «Краснознаменск» посів 5-е місце в Першості Росії серед клубів III дивізіону, відставши від четвертого місця на 10 очок, а від третього — на 20. У кубку «червоно-сині» програли в 1/16 фіналу ФК «Квант» з рахунком 1:4.
Сезон 2016. Напередодні початку сезону 2016 року відбулися значні зміни в складі — команда змінилася майже наполовину. По завершенні 9 туру краснознаменці мали в своєму активі 18 очок (5 перемог, 3 нічиї, 1 поразка) та займали перше місце. 30 квітня команда здобула першу перемогу за всю історію виступу в Кубок Росії серед команд III дивізіону. У 1/8 фіналу краснознаменці програли «Зоркому» в серії післяматчевих пенальті. У 10-у турі ДЮСШ програв команді із Сергієвого Посаду. В останньому турі «червоно-сині» обіграли ФК «Олімп-Арбат» з рахунком 9:1. Вдома команда програла лише два матчі. За підсумками сезону краснознаменці зайняли 4 місце, програвши у 2 колі командам, які зайняли 1, 2, 3, 5 місце. На даний час це найкраще досягнення команди за попередні 5 років.

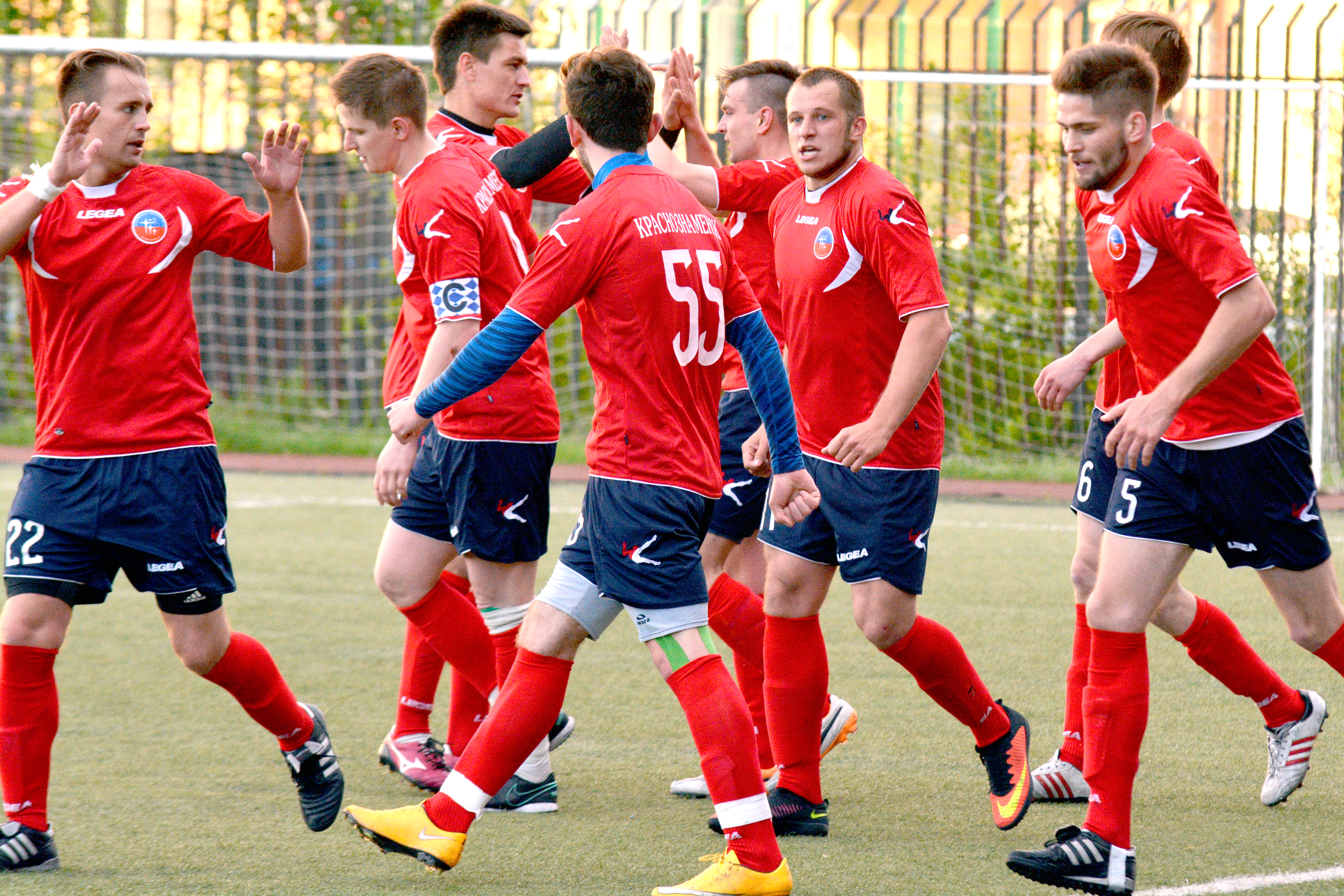
«Червоно-сині» святкують забитий м'яч

Сезон 2017. Сезон 2017 року розпочався для «червоно-синіх» домашньою перемогою над Зіркою та ФК Коломна-М. 29 квітня команда поступилася в 1/16 фіналу кубка Росії серед ЛФК «Чайці» з Корольова в додатковий час. Потім послідувала серія з трьох безвиграшних поєдинків. У 6 турі Краснознаменск в напруженому матчі з красногорською «Зіркою» здобув перемогу з рахунком 4:3. Програвши другому місцю, червоно-сині виграють (2:0) у команди, яка на той час займала третє місце в чемпіонаті, ФК «Селтік» (Шатура). 24 червня команда на виїзді розгромно програла. 5 і 8 червня Краснознаменск обіграв СШ «Спартак-Орєхово-М» та «Видне». Після перемоги над ФК «Метеор», ДЮСШ зіграли внічию з «Зорким», який виступав у ПФЛ. Після приходу в команду Сергія Горбунова 4 гри пройшли без поразок. «Червоно-сині» посіли сьоме місце в Першості Росії серед футбольних клубів III дивізіону 2017 року.
Сезони 2018. У сезоні 2018 року краснознаменці через фінансові проблем заявився в нижчий дивізіон — Чемпіонат Московської області. В команду прийшло багато випускників ДЮСШ.

## Товариські матчі з клубами вищого дивізіону
У 1992 році на манежі ЦУСК «Спартак» «Інтеррос» обіграв клуб з «Спартак» (Москва) з рахунком 3:2. 3 лютого 1996 року «Динамо» обіграло «МНС-Селятино», а через місяць «МНС-Селятино» зіграло внічию зі «Спартаком» (2:2).

## Статистика виступів

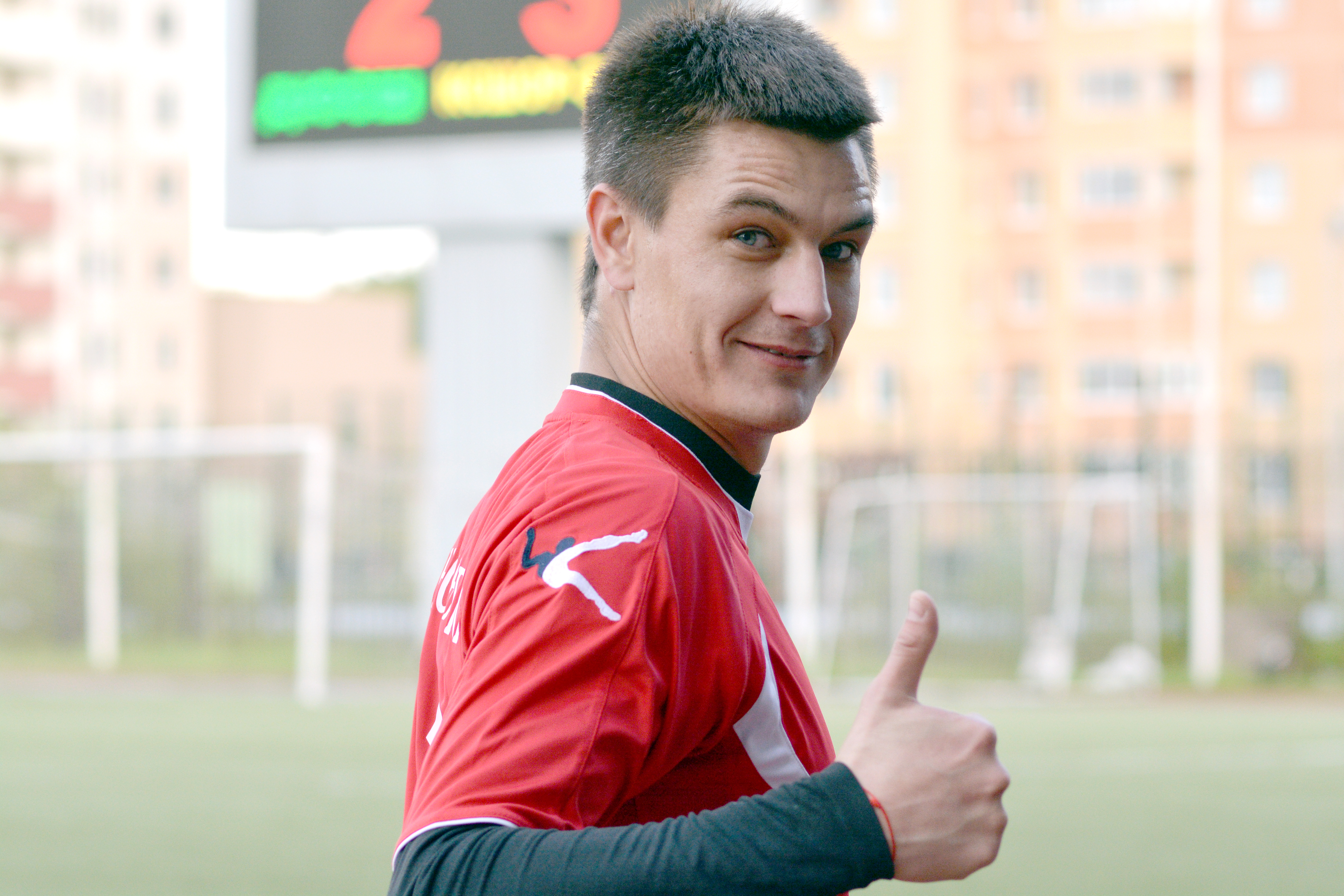
Найкращий бомбардир команди в сезоні 2016 року — Євген Какацій

### Першість Росії
| Рік  | Ліга                                                        | Місце | Іг | В  | Н  | П  | Голи   | Очки | Бомбардири                  | Кубок        |
| ---- | ----------------------------------------------------------- | ----- | -- | -- | -- | -- | ------ | ---- | --------------------------- | ------------ |
| 1991 | Чемпіонат РРФСР серед команд КФК, 6-а зона (Центр), група 2 |       | 32 | 23 | 6  | 3  | 70-15  | 52   | Сергій Богомолов — 16       | —            |
| 1991 | Турнір «Футбол Росії» (КФК)                                 |       | 7  | 5  | 2  | 0  | 70-15  | 17   | Сергій Лаврентьєв — 3       | —            |
| 1992 | Друга ліга                                                  |       | 40 | 23 | 9  | 8  | 81-33  | 55   | Сергій Лаврентьєв — 17      | 1/256 фіналу |
| 1993 | Перша ліга                                                  |       | 38 | 21 | 8  | 9  | 89-42  | 50   | Олексій Снігірьов — 21      | 1/128 фіналу |
| 1994 | Перша ліга                                                  | 22    | 42 | 4  | 11 | 27 | 55-104 | 19   | Олексій Снігірьов — 12      | 1/32 фіналу  |
| 1995 | Третя ліга                                                  | 4     | 44 | 27 | 8  | 9  | 114-51 | 89   | Олексій Снігірьов — 32      | —            |
| 1996 | Друга ліга                                                  | 5     | 38 | 21 | 5  | 12 | 76-49  | 68   | Сергій Лаврентьєв — 31      | 1/32 фіналу  |
| 1997 | Друга ліга                                                  | 13    | 38 | 14 | 7  | 17 | 59-63  | 49   | Андрій Бакалець — 21        | 1/16 фіналу  |
| 1998 | II дивізіон                                                 | 20    | 40 | 6  | 13 | 21 | 40-69  | 31   | Сергій Чигров — 10          | 1/128 фіналу |
| 1999 | Першість Росії серед футбольних клубів III дивізіону        |       | 28 | 21 | 6  | 1  | 65-12  | 69   | А. Родін — 13               | —            |
| 1999 | Фінальний турнір                                            | 4     | 5  | 1  | 2  | 2  | 3-7    | 5    | Вадим Фірсов — 2            | —            |
| 2000 | II дивізіон                                                 | 6     | 38 | 18 | 6  | 14 | 42-32  | 60   | А. Черенков — 11            | 1/64 фіналу  |
| 2001 | II дивізіон                                                 | 14    | 38 | 12 | 5  | 21 | 47-80  | 41   | Ол. Васільєв В. Романов — 5 | 1/256 фіналу |
| 2002 | II дивізіон                                                 | 8     | 38 | 18 | 5  | 15 | 59-50  | 59   | Гліб Панфьоров — 18         | 1/32 фіналу  |
| 2013 | Першість Росії серед футбольних клубів III дивізіону        | 6     | 21 | 4  | 5  | 12 | 32-57  | 17   | Сергій Чигров — 12          | 3 д          |
| 2013 | Першість Росії серед футбольних клубів III дивізіону        | 6     | 21 | 4  | 5  | 12 | 32-57  | 17   | Сергій Чигров — 12          | 1/32 фіналу  |
| 2014 | Першість Росії серед футбольних клубів III дивізіону        | 9     | 26 | 8  | 5  | 13 | 42-51  | 29   | А. Соловйов — 8             | 1/16         |
| 2015 | Першість Росії серед футбольних клубів III дивізіону        | 5     | 27 | 10 | 4  | 13 | 44-60  | 34   | Владислав Корявковський — 8 | 1/16         |
| 2016 | Першість Росії серед футбольних клубів III дивізіону        | 4     | 20 | 10 | 4  | 6  | 50-34  | 34   | Євген Какацій — 19          | 1/8          |
| 2017 | Першість Росії серед футбольних клубів III дивізіону        | 7 *   | 26 | 10 | 4  | 12 | 38-61  | 34   | Павло Єрмаков — 7           | 1/16         |
| 2018 | Чемпіонат Московської області                               | 8     | 1  | 0  | 0  | 1  | 1-4    | 0    | Володимир Вдовиченко — 1    |              |

*з фінансових причин команда вилетіла в нижчий дивізіон

## Клубні кольори
Червоний і синій кольори використовуються в зображеннях герба та прапора міста Краснознам'янська.
| Червоний | Синій |

## Головні тренери

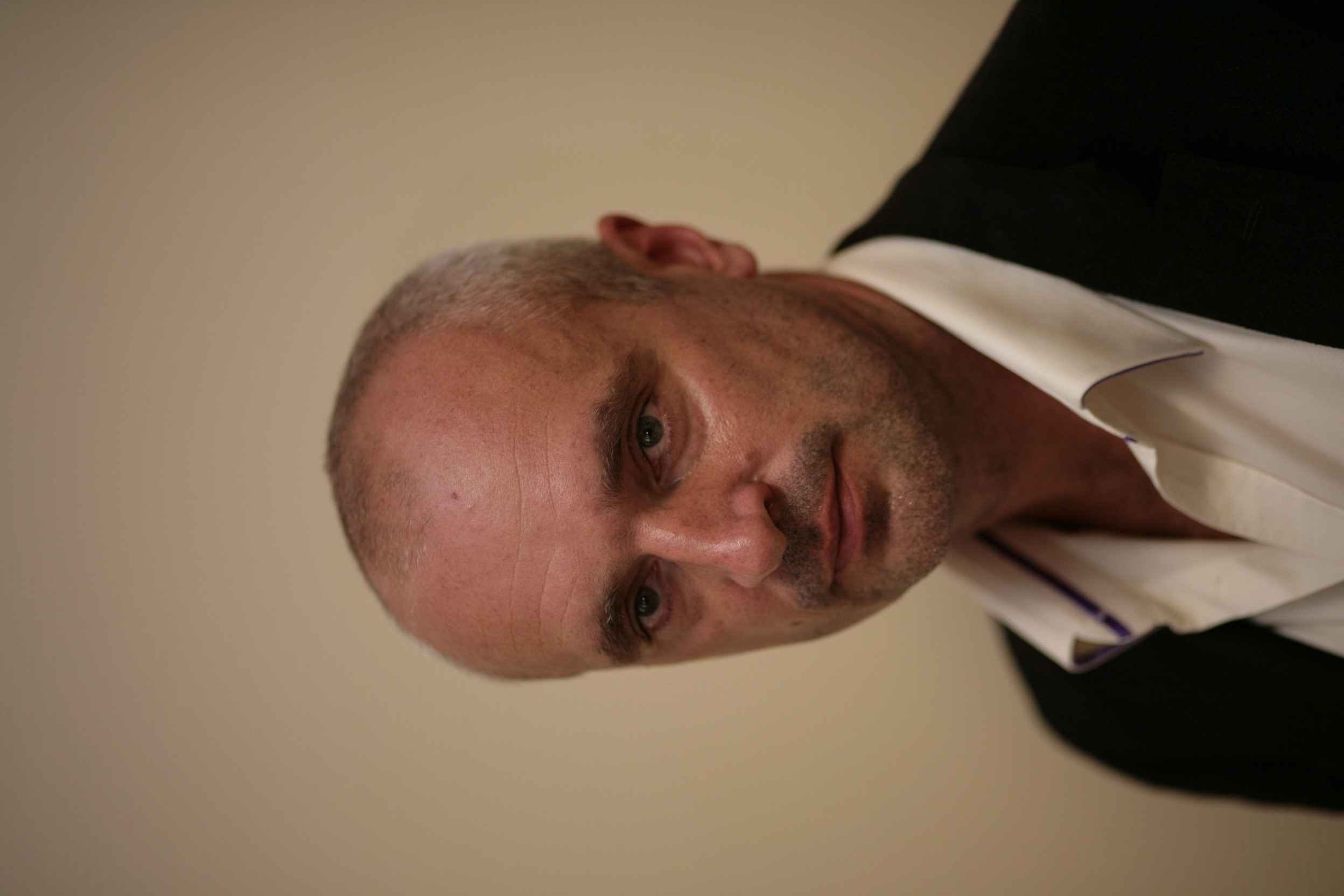
Ігор Шалімов
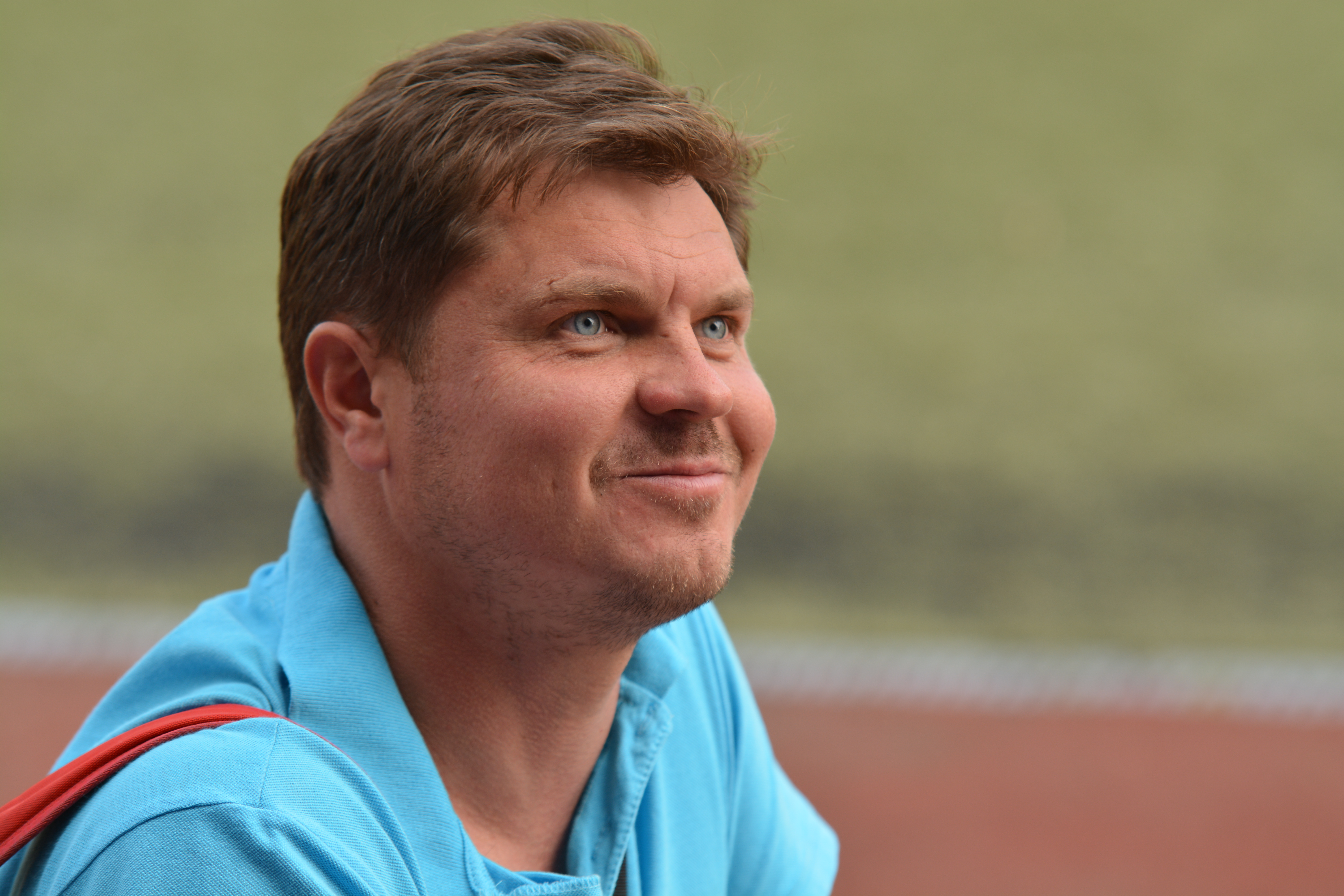
Сергій Чигров

Станом на 11 квітня 2018 года.
| #  | Тренер                       | Період    | Досягнення тренерів | Досягнення тренерів | Примітки         | Матчі | В     | Н     | П    | М       | О   | % О  |
| -- | ---------------------------- | --------- | ------------------- | ------------------- | ---------------- | ----- | ----- | ----- | ---- | ------- | --- | ---- |
| 1  | Леонід Прибиловський         | 1991-1992 |                     |                     | 1992 р., 1991 р. | 80    | 51    | 17    | 12   | 168-52  | 119 | 74 % |
| 2  | Олександр Ірхін              | 1993      |                     |                     |                  | 19    | 10    | 5     | 4    | 37-18   | 25  | 65 % |
| 2  | Віталій Чугришин             | 1993      | 20                  | 11                  | 3                | 6     | 52-25 | 25    | 62 % |         |     |      |
| 3  | Олександр Новіков Юрій Котов | 1994      |                     |                     | 1994 р.          | 42    | 3     | 11    | 28   | 53-106  | 17  | 20 % |
| 4  | Леонід Назаренко             | 1995-1997 |                     |                     | 1995 р.          | 129   | 69    | 21    | 39   | 270-170 | 159 | 61 % |
| 5  | Віктор Ноздрін               | 1998      |                     |                     | 1998 р.          | 22    | 1     | 8     | 13   | 15-41   | 10  | 22 % |
| 5  | М.А. Косюк                   | 1998      | 42                  | 6                   | 1998 р.          | 13    | 23    | 42-75 | 25   | 29 %    |     |      |
| 6  | Володимир Бондаренко         | 1998-2000 |                     |                     | 1998 п., 1999 р. | 116   | 48    | 27    | 41   | 156-131 | 123 | 53 % |
| 7  | Олександр Грецький           | 2000      |                     |                     |                  | 41    | 20    | 6     | 15   | 46-37   | 46  | 56 % |
| 8  | Геннадій Костильов           | 2001      |                     |                     |                  | 12    | 2     | 3     | 7    | 14-27   | 7   | 29 % |
| 9  | Віктор Зернов                | 2001      |                     |                     |                  | 13    | 6     | 1     | 6    | 19-23   | 13  | 50 % |
| 10 | Андрій Токмаков              | 2001      |                     |                     |                  | 39    | 12    | 5     | 22   | 48-82   | 29  | 37 % |
| 11 | Ігор Шалімов                 | 2001-2002 |                     |                     | Розформований    | 42    | 20    | 6     | 16   | 66-55   | 46  | 54 % |
| 12 | Сергій Чигров                | 2011-2015 |                     |                     | Відновлений      | 74    | 22    | 14    | 41   | 123-181 | 80  | 36 % |
| 13 | Вадим Коц                    | 2016-2017 |                     |                     | 2017 р.          | 52    | 23    | 8     | 21   | 99-101  | 77  | 52 % |
| 14 | Дмитро Розвадовський         | 2018-н.в. |                     |                     |                  |       |       |       |      |         |     |      |

- Ігор Шалімов
- Сергій Чигров

## Найкращі бомбардири клубу
Станом на 11 квітня 2018 року.
| #  | Гравець                | Голи | Матчі | Гол за матч | Період виступів      |
| -- | ---------------------- | ---- | ----- | ----------- | -------------------- |
| 1  | Сергій Лаврентьєв      | 86   | 156   | 0,551       | 1991-1994, 1996      |
| 2  | Олексій Снігірьов      | 65   | 86    | 0,755       | 1993-1995            |
| 3  | Андрій Бакалець        | 55   | 111   | 0,495       | 1995-1997            |
| 4  | Сергій Чигров          | 49   | 102   | 0,480       | 1998-1999, 2013—2015 |
| 5  | Михайло Шумилін        | 42   | 121   | 0,347       | 1995-1997, 1999—2000 |
| 6  | Євген Какацій          | 26   | 27    | 0,962       | 2016-н.в.            |
| 7  | Сергій Богомолов       | 24   | 36    | 0,666       | 1991-1992            |
| 8  | Владислав Коряковський | 23   | 78    | 0,294       | 2013-2016            |
| 9  | Дмитро Смирнов         | 21   | 118   | 0,177       | 1994-1997            |
| 10 | Гліб Панфьоров         | 20   | 40    | 0,5         | 2002                 |
| 11 | Ігор Козлов            | 19   | 39    | 0,487       | 1993-1994            |
| 11 | Олег Животников        | 19   | 51    | 0,372       | 1992-1993            |
| 11 | Потап Бондаренко       | 19   | 47    | 0,404       | 2013-2014, 2017-н.ч. |

## Рекордсмени клубу за кількістю проведених матчів
Станом на 11 квітня 2018 року.
| #  | Гравець           | Матчі | Період виступів      |
| -- | ----------------- | ----- | -------------------- |
| 1  | Сергій Лаврентьєв | 156   | 1991-1994, 1996      |
| 2  | Михайло Шумилін   | 121   | 1995-1997, 1999—2000 |
| 2  | Дмитро Єсеноков   | 121   | 2013-н.в.            |
| 3  | Дмитро Смирнов    | 118   | 1994-1997            |
| 4  | Кирило Жмайло     | 116   | 2013-2017            |
| 5  | Віктор Касьян     | 115   | 1992-1995            |
| 6  | Андрій Бакалець   | 111   | 1995-1997            |
| 7  | Ігор Сутягін      | 108   | 1995-1999            |
| 8  | Олексій Стренадко | 103   | 1995-1997, 1999      |
| 9  | Сергій Чигров     | 102   | 1998-1999, 2013—2015 |
| 10 | Олексій Миронов   | 100   | 1991-1992, 1996—1997 |
| 10 | Юрій Ящук         | 100   | 1991-1992, 1995—1997 |
| 11 | Артем Беккер      | 89    | 2013-2016            |

## Рекорди клубу

### Статистика
- Найбільша кількість набраних очок: 89 очок, у сезоні 1995.
- Найменша кількість набраних очок: 19 очок, у сезоні 1994.
- Найбільша кількість перемог: 27 перемог, у сезоні 1995.
- Найменша кількість перемог: 4 перемоги, в сезонах 1994, 2013.
- Найбільша кількість нічиїх: 13 нічиїх, в сезоні 1998.
- Найменша кількість нічиїх: 5 нічиїх, у сезонах 1996, 2001, 2002, 2013, 2014.
- Найменша кількість поразок: 1 поразка, в сезоні 1999. 3 поразки, в сезоні 1991.
- Найбільша кількість поразок: 27 поразок, у сезоні 1994.
- Найбільша кількість забитих м'ячів: 114 м'ячів, у сезоні 1995.
- Найменша кількість забитих м'ячів: 40 м'ячів, у сезоні 1998. 32 м'яча, в сезоні 2013
- Найменша кількість пропущених м'ячів: 15 м'ячів, у сезоні 1991. 12 м'ячів, у сезоні 1999.
- Найбільша кількість пропущених м'ячів: 104 м'ячів, у сезоні 1994.

### Офіційні матчі
- Перший офіційний матч і перше набране очко: 12 квітня 1992 року. Останкіно. Стадіон «Торпедо», «Треста» (с. Останкіно) — «Інтеррос» — 0:3 (0:1).
- Найбільша кількість голів у матчі: 17 червня 1992 року. Московський. Стадіон «Таманська дивізія». «Інтеррос» — «Кентавр» — 13:0 (7:0).
- Найдовша переможна серія: 6 матчів у 1993, 1995 та 1996.

### Рекорди й факти

#### Перший дивізіон
- Перший офіційний матч і перше набране очко в Першому дивізіоні: 13 квітня 1993 року, Санкт-Петербург, стадіон ДСІ «Зеніт», «Зеніт» — «Інтеррос» — 0:0 (0:0).
- Перший гол у Першому дивізіоні: 22 квітня 1993, Саратов, стадіон «Локомотив». «Сокіл» — «Інтеррос» — 2:1 (1:0). Козлов, 90 хвилина (2:1).
- 100-й гол у Першому дивізіоні: 7 травня 1994 року. Московський. Стадіон РЦС «Московський». «Техінвест-М» — «Зеніт» — 2:2 (0:1). Лаврентьєв, 65 хвилина (1:1).

### Офіційні матчі
- Кращий результат сезону на домашньому полі: 16 перемог та одна нічия (1995).
- Найдовша безпрограшна серія: 27 матчів (21 перемога, 6 нічиїх) (15 квітня- 22 вересня 1999)

## Представники національних збірних у ДЮСШ
| Гравець             | Збірна | Період |
| ------------------- | ------ | ------ |
| Михайло Джишкаріані | Грузія | 2002   |

## Стадіон
Домашня арена — «Зоря»:
- Місткість стадіону 4000 глядачів.
- Освітлення знаходиться на даху стадіону.
- Розміри футбольного поля — 105 x 67 метрів.
- Газон штучний з підігрівом.
- Стадіон має двоярусну трибуну та електронне табло.

## Капітани клубу
| Капітан           | Період    |
| ----------------- | --------- |
| Геннадій Богачов  | 1993—1994 |
| Ігор Козлов       | 1994      |
| Ігор Поваляєв     | 1994      |
| Олексій Піскунов  | 1994      |
| Дмитро Єсеноков   | 2013—2015 |
| Олексій Коротков  | 2016—2017 |
| Дмитро Нестеренко | 2017-н.в. |

## Виступи у Кубках Росії
| Сезон     | Дата           | Раунд | Рахунок            | Суперник                       |
| --------- | -------------- | ----- | ------------------ | ------------------------------ |
| 1992/93   | 18 квітня 1992 | 1/256 | 0:2                | «Торгмаш» (Люберці)            |
| 1993/94   | 18 квітня 1993 | 1/128 | 0:1                | «Асмарал-Д»                    |
| 1994/95   | 27 серпня 1994 | 1/32  | 1:2                | «Сатурн» (Раменське)           |
| 1996/97   | 21 квітня 1996 | 1/256 | 2:0                | «Фабус» (Бронниці)             |
| 1996/97   | 2 травня 1996  | 1/128 | 2:1                | «Титан» (Реутов)               |
| 1996/97   | 1 червня 1996  | 1/64  | 5:0                | «Красногвардієць» (Москва)     |
| 1996/97   | 30 червня 1996 | 1/32  | 1:1 д.ч., пен. 3:4 | «Сатурн» (Раменське)           |
| 1997/98   | 15 травня 1997 | 1/128 | 4:0                | «Луч» (Тула)                   |
| 1997/98   | 16 червня 1997 | 1/64  | 3:1                | «Торгмаш» (Люберці)            |
| 1997/98   | 6 липня 1997   | 1/32  | 1:0                | «Космос» (Долгопрудний)        |
| 1997/98   | 13 серпня 1997 | 1/16  | 1:2                | «Динамо» (Москва)              |
| 1998/1999 | 27 травня 1998 | 1/128 | 1:4 д.ч.           | «Локомотив» (Калуга)           |
| 2000/01   | 19 квітня 2000 | 1/256 | 2:0                | «Автомобіліст» (Ногінськ)      |
| 2000/01   | 28 травня 2000 | 1/128 | 2:1                | «Спартак» (Кострома)           |
| 2000/01   | 12 червня 2000 | 1/64  | 2:4                | «Оазис» (Ярцево)               |
| 2001/02   | 19 квітня 2001 | 1/256 | 1:2                | «Титан» (Реутов)               |
| 2002/03   | 18 квітня 2002 | 1/256 | 1:0                | «Спортакадемклуб» (Москва)     |
| 2002/03   | 30 квітня 2002 | 1/128 | 3:0                | «Арсенал» (Тула)               |
| 2002/03   | 19 травня 2002 | 1/64  | 2:2 д.ч., пен. 4:2 | «Витязь» (Подольськ)           |
| 2002/03   | 15 червня 2002 | 1/32  | 1:5                | «Динамо-СПб» (Санкт-Петербург) |

## Кубок Росії серед команд III дивізіону
У 2009 році Збірна випускників ДЮСШ («Фортуна») взяла участь в Кубку Московської області, на стадії 1/16 фіналу обіграла ФК «Можайськ» з рахунком 1:0, але в 1/8 програла КСДЮСШОР-Зоркий (Красногорськ).
| Сезон | Дата           | Раунд | Рахунок       | Суперник                        |
| ----- | -------------- | ----- | ------------- | ------------------------------- |
| 2013  | 24 квітня 2013 | 1/32  | 2:5           | «Веста» (Корольов)              |
| 2014  | 1 травня 2014  | 1/16  | 2:4           | ОдинцовоМРГ                     |
| 2015  | 13 травня 2015 | 1/16  | 1:4           | «Квант» (Обінськ)               |
| 2016  | 30 квітня 2016 | 1/16  | 2:0           | ФК «Чайка» (Юбілейний)          |
| 2016  | 02 червня 2016 | 1/8   | 1:1, пен. 2:4 | «КСДЮШОР-Зоркий» (Красногорськ) |
| 2017  | 29 квітня 2017 | 1/16  | 2:4           | ФК «Чайка» (Корольов)           |

## Найбільші перемоги й поразки

### Перемоги
У Першій лізі / ФНЛ:
- «Краснознаменськ» 9:1 «Авангард» Камишин (1993 рік)
- «Краснознаменськ» 8:1 «Торпедо» Рязань (1993 рік)

У Другій лізі / ПФЛ:
- «Краснознаменськ» 13:0 «Кентавр» Подольськ (1992 рік)

У Третій лізі:
- «Краснознаменськ» 8:0 «Асмарал» Кисловодськ (1995 рік)
- «Краснознаменськ» 8:1 ЦСКА-2 Москва (1995 рік)

У Кубку Росії:
- «Краснознаменськ» 5:0 «Красногвардієць» Москва (1996 рік)
- «Краснознаменськ» 4:0 «Луч» Тула (1997 год)

### Поразки
У Першій лізі / ФНЛ:
- «Краснознаменськ» 1:7 «Заря» Ленінськ-Кузнецький (1994 рік)

У Другій лізі / ПФЛ:
- «Краснознаменськ» 1:6 «Арсенал» Тула (1997 рік)
- «Краснознаменськ» 1:5 «Спартак-2» Москва (1992 рік)
- «Краснознаменськ» 0:4 «Гатчина» Гатчина (1996 рік)

У Третій лізі:
- «Краснознаменськ» 0:3 «Космос» Електросталь (1995 рік)

У Кубку Росії:
- «Краснознаменськ» 1:5 «Динамо-СПб» Санкт-Петербург (2002 рік)

### Найтриваліші серії
У Першій лізі / ФНЛ:'
- Переможна: 6 матчів: 1993 (+6=0−0, 21−3)
- Безпрограшна: 8 матчів: 1993 (+7=1−0, 24−4)
- Безвиграшна: 21 матч: 1994 (+0=9−12, 25−46)

У У Другій лізі / ПФЛ:'
- Переможна: 6 матчів: 1996 (+6=0−0, 18−4), 1996 (+6=0−0, 21−4)
- Безпрограшна: 8 матчів: 2000 (+4=4−0, 13−7)
- Безвиграшна: 18 матчів: 1998 (+0=8−10, 13−35)

У Третій лізі:
- Переможна: 6 матчів: 1995 (+6=0−0, 19−4)
- Безпрограшна: 8 матчів: 1995 (+4=4−0, 21−8)
- Безвиграшна: 2 матчі: 1995 (+0=0−2, 3−5)

У ЛФЛ:
- Переможна: 7 матчів: 1999 (+7=0−0, 22−2)
- Безпрограшна: 27 матчів: 1999 (21=6−0, 65−10)
- Безвиграшна: 13 матчів: 2013 (+0=2−11, 46−13)

## Досягнення
- Перша ліга Росії
  -  Бронзовий призер (1): 1993

- Друга ліга Росії
  -  Бронзовий призер (1): 1992

- ЛФЛ
  -  Чемпіон (1): 1999
  -  Срібний призер (1): 1991

- Кубок Росії
  - 1/16 фіналу (1): 1997/98

## Колишні стадіони

### Стадіони
Станом на 1 липня 2017 року.
| Період    | Стадіони                                | Місткість | Іг | В  | Н | П  | Різн. | Очки |
| --------- | --------------------------------------- | --------- | -- | -- | - | -- | ----- | ---- |
| 1992-1993 | «Таманська дивізія» (п. Мосрентген)     | 1000      | 33 | 24 | 5 | 4  | 92-25 | 77   |
| 1993      | Маніж «Динамо»                          | 500       | 2  | 2  | 0 | 0  | 12-3  | 6    |
| 1993      | Арена Хімки                             | 18636     | 2  | 1  | 1 | 0  | 5-4   | 4    |
| 1993      | Стдіон Юних піонерів                    | 200       | 3  | 0  | 2 | 1  | 0-1   | 2    |
| 1994      | РЦС «Московський» (Московський)         | 500       | 18 | 2  | 5 | 11 | 24-40 | 11   |
| 1995-1997 | «Будівельник» (Селятино)                | 3500      | 44 | 26 | 7 | 11 |       | 85   |
| 1998      | «Краснознаменськ» (Краснознаменськ)     | 500       | 17 | 4  | 7 | 6  | 19-28 | 19   |
| 1998-2001 | «Будівельник» (Селятино)                | 3500      | 39 | 16 | 7 | 16 | 45-48 | 55   |
| 2001      | «Вогник» (Москва)                       | 200       | 3  | 2  | 0 | 1  | 8-8   | 6    |
| 2002      | Стадіон ім. Едуарда Стрельцова (Москва) | 16000     | 6  | 3  | 1 | 2  | 10-9  | 10   |
| 2002      | «Жовтень» (Москва)                      | 3100      | 12 | 7  | 3 | 2  | 26-13 | 24   |
| 2002      | «Спартак» им. М. М. Озерова (Щолково)   | 5000      | 5  | 4  | 0 | 1  | 8-4   | 13   |
| з 2013    | «Зоря» (Краснознаменськ)                | 4000      |    |    |   |    |       |      |

## Спонсори
| Роки      | Спонсори                                      |  |
| 1993-1995 | НТЕК                                          |  |
| 1996-2002 | Без спонсора                                  |  |
| 2013—2015 | ООО «Транс-Лідер» Екіп. центр «Олімпік Спорт» |  |
| з 2016    | ООО «Транс-Лідер» Екіп. центр «ACADEMICA»     |  |

## Академія ФК «Краснознаменськ»
У 1983 році створена дитяча спортивна школа, яка готує кадри для ФК «Краснознаменск». Включає 1 комплекс, поруч зі стадіоном основної команди «Зоря».

## Відомі вихованці
Найвідомішим випускником Краснознаменської ДЮСШ є Микола Вдовиченко, який виступає за «Спартак» (Кострома). У ДЮСШ виступав з 8 по 17 років. Виступав у командах ФНЛ: «Волга» (Нижній Новгород). ПФЛ: «Волга-Д» (Нижній Новгород), «Хімік» (Дзержинськ), «Текстильник» (Іваново), «Газовик» (Оренбург), «Гірник» (Учали), «КамАЗ» (Набережні Челни), «Олімпієць» (Нижній Новгород), в «Зеніт-Іжевську» і в 6 командах ЛФЛ. Досягненнями Миколи: срібна медаль в складі команди «Текстильник» (Іваново) в сезоні 2011/12 років у Професійній футбольній лізі (ПФЛ) і чемпіонство ПФЛ, захищаючи кольори «Газовика» (Оренбург) (2012/13). Виграв золоті медалі в сезоні 2014/15 років та бронзові в сезоні 2013/14 років разом з футболістами «КамАЗа». Завоював бронзову медаль в складі ФК «Олімпієць» (Нижній Новгород) і срібло наступного сезону, виступаючи за «Зеніт-Іжевськ».

## Відомі гравці
- Юрій Гаврилов
- Сергій Кожанов
- Олександр Крестінін
- Олексій Снігірьов
- Дмитро Смирнов
- Олександр Холоденко
- Олександр Шибаєв
- Михайло Джишкаріані
- Андрій Білоусов
- Сергій Гордун